# Anthony Rosano
Anthony Rosano, nome artístico de Michael McKay (Hialeah, 31 de janeiro de 1977), é um ator pornográfico norte-americano. Foi agraciado com o prêmio de "Melhor estreante masculino" na cerimônia do AVN Awards de 2009. É frequentemente conhecido por interpretar personagens cômicos no cinema. Também é vocalista do Till All Is One.